# Hacıvəli
Hacıvəli (również Adzhiyely) – miejscowość w rejonie Abşeron w Azerbejdżanie.